# Raimund Gensel
Raimund Gensel (* 22. Juni 1940 in Eisenach; † 1. Februar 2002 in Nürnberg) war ein deutscher Schauspieler.

## Leben
Gensel machte zunächst eine Buchhändlerausbildung und arbeitete einige Jahre lang in diesem Beruf. Von 1963 bis 1966 absolvierte er an der Folkwangschule in Essen und am Mozarteum in Salzburg eine professionelle Schauspielausbildung. Danach stand er unter anderem in West-Berlin, Hannover, Kassel, Nürnberg, Coburg und Hamburg auf der Bühne. 
Von Dezember 1985 (Folge 2) bis Januar 1993 (Folge 370) spielte Gensel die Rolle des Lehrers und später alkoholkranken Kunstmalers Franz Schildknecht in der WDR-Fernsehserie Lindenstraße. Danach war er 1993 in der Episode Deserteure des WDR-Tatort in einer Nebenrolle zu sehen, sowie in einzelnen Folgen verschiedener deutscher Fernsehserien, zuletzt im Jahr 1999 in Die Wache.
Gensel wohnte in seinen letzten Lebensjahren in Rottenbach im Landkreis Coburg. Am 1. Februar 2002 starb er im Alter von 61 Jahren an den Folgen einer schweren Krankheit in Nürnberg.

## Filmografie
- 1985–1993: Lindenstraße (Fernsehserie)
- 1992: Lilli Lottofee (TV-Miniserie)
- 1992: Geschichten aus der Heimat (Fernsehserie, 1 Folge)
- 1993: Tatort: Deserteure (TV-Reihe)
- 1994–1998: Im Namen des Gesetzes (Fernsehserie, 2 Folgen, verschiedene Rollen)
- 1994–1999: Die Wache (Fernsehserie, 2 Folgen, verschiedene Rollen)
- 1998: Hallo, Onkel Doc! (Fernsehserie, 1 Folge)
- 1998: Der Fahnder (Fernsehserie, 1 Folge)